# Mészáros-effektus
A Mészáros-effektus az a fő fizikai folyamat, amely átalakítja a primordiális fluktuációk spektrális teljesítménysűrűséget a hideg sötét anyag (CDM) Univerzum nagyskálájú struktúraképződés elméletében. Ezt Mészáros Péter (teljes nevén: Mészáros Péter István) dolgozta ki 1974-ben, a sötét anyag fluktuációk viselkedését tanulmányozva a sugárzás-anyag egyensúly vöröseltolódás 
{\displaystyle z_{eq}} és a sugárzás lecsatolási vöröseltolódás {\displaystyle z_{dec}} között. Ebből az következik hogy a sötét anyag fluktuációk, amelyeket a jelenleg észlelhető nagyskálájú struktúrák előzőinek tekintünk, a sugárzással való kölcsönhatások hiányában a {\displaystyle z_{eq}} 
alatt egy sajátságos növekedésbe kezdenek, ami az eredeti fluktuációs spektrális teljesítménysűrűséget kezdi megváltoztatni, több időt adva arra hogy a jelen időpontra a fluktuációk galaxis- és galaxishalmaz-nagyságot el tudnak érni. Ennek a folyamatnak a kiszámitása egy egységes egyenlet bevezetésével történik, amely a sötét anyagbol és sugárzásbol álló plazmában kialakult sűrűségfluktuációk időfejlődését követi,
{\displaystyle \delta ^{''}+{\frac {2+3y}{2y(1+y)}}\delta ^{'}-{\frac {3}{2y(1+y)}}=0},
amiben {\displaystyle \delta \equiv (\Delta \rho /\langle \rho \rangle )}, ezen belül
{\displaystyle \Delta \rho } a sűrűségfluktuáció, {\displaystyle y=(\rho _{m}/\rho _{r})=(a/a_{eq})} a változó, 
és {\displaystyle a} az Univerzum tágulásának mértékskálája. 
Az egyenlet analitikai megoldásának van egy növekvő tagja, {\displaystyle \delta \propto 1+(3/2)y}. Ez az eredmény  Mészáros-effektus, ill. Mészáros-egyenlet néven ismeretes. A folyamat független attól, hogy a sötét anyag elemi részecskékből vagy makroszkopikus testekből áll.
Meghatározó szerepe van a kozmológiai áttétel függvényben (transfer function) amely az eredeti  fluktuációs spektrum változását leírja, és szerves része minden utána következő nagyskálájú struktúrafejlődési számításnak, pl.

.
Ennek az effektusnak a figyelembe vételével Mészáros 1975-ben kidolgozott egy galaxisképződési forgatókönyvet is, amely kifejezetten azt feltételezi, hogy a sötét anyag csillagtömegű fekete lyukakból áll. Az elképzelés azután keltett figyelmet, hogy 2015 óta gravitációshullám-detektorokkal csillagtömegű fekete lyukakat kezdtek észlelni (lásd például Alexander Kashlinsky cikkét). 